# Antonio Arias Mujica
Antonio Arias Mujica (Santiago del Cile, 9 ottobre 1944) è un ex calciatore cileno, di ruolo difensore.